# Formule 1 v roce 1951
II. Mistrovství světa jezdců a 4 zahájila 27. května Grand Prix Švýcarska a po 8 závodech 28. října při Grand Prix Španělska byl znám nový mistr světa. Mistrem světa pro rok 1951 se stal Juan Manuel Fangio.

## Pohled na sezónu
Rok 1951 byl ve znamení expanze, která se projevuje vzápětí přidáním dalšího závodu do seriálu mistrovství světa. V předešlé sezóně zcela dominovala milánská značka Alfa Romeo a i pro tento rok jí zůstaly všechny trumfy; nejrychlejší monopost (310 km/h), trojice špičkových jezdců (Farina, Fangio a Sanesi) a především maximální podpora milánské fabriky. Přesto Alfě Romeo vyrostl více než zdatný soupeř. Enzo Ferrari, který ve spolupráci s Ing. Aurelio Lampredim, nasadil nové vozy s motorem o objemu 4500cm³ bez kompresoru. Model označen jako 375, pilotovali Ascari, Villoresi a Taruffi, byl nepatrně pomalejší než Alfy, ale daleko méně žíznivý, což mu umožňovalo odjet celý závod bez zastávky v boxu.
Sezónu zahájil závod na okruhu ve švýcarském Bernu, a jak se dalo předpokládat dominovala mu Alfetta 159 s Juanem Manuelem Fangiem. Jistým překvapením bylo druhé místo Piera Taruffiho, který odsunul ostatní Alfy za sebe.
Dalším podnikem mistrovství světa bylo 500 mil v Indianapolis, kterého se Evropané neúčastnili, a tak se do statistik jako vítěz zapsal Lee Wallard na voze Kurtis Kraft. Mezitím se v Evropě nejrychlejší vozy přemístily do belgického Spa, a znovu se s napětím čekalo jak dopadne souboj Alfa Romeo – Ferrari. Tentokrát to pro Alfu nebylo tak jednoznačné, zvítězil sice Nino Farina, ale Fangio byl až devátý a Sanesi odstoupil. Ascari a Villoresi na Ferrari, druhým respektive třetím místem, potvrdily stoupající formu vozů.
Obdobný scénář má i Velká cena Francie, tentokrát se ve vítězném voze dělí o body Fangio s Fagiolim. Další místa patří Ferrari a je viditelné, že jezdcům Alfy dělá čím dál větší potíže udržet vozy ve vedení.
Konečně přichází první vítězství pro stáj se vzpínajícím se koníkem, píše se 14. červenec 1951 a jsme na místě, kde se před rokem začala psát historie formule 1, v Silverstone. Je to vůbec poprvé co závod formule 1 nevyhrála Alfa Romeo (pokud nepočítáme 500 mil). Argentinec González, bývalý řidič městských autobusů a poslední příchozí do týmu Ferrari, dokázal jako první porazit Alfy.
Následující Grand Prix Německa nahradila v kalendáři Velkou cenu v Monte Carlu a je to po dlouhých dvaceti letech co se vozy formule 1 vrátily do Německa na okruh 23 km dlouhý. Ascari na Ferrari dokázal, že výsledek z předešlé Velké ceny nebyl náhodný. Úspěch si zopakoval i v předposledním závodě sezóny, kterým byla Monza. A tak se o mistru světa muselo rozhodnout až ve Španělsku v nově zařazeném závodě, který tak rozšířil počet závodů z dosavadních sedmi na osm. Favoritem byly vozy Ferrari, ale právě v posledním závodě se k nim štěstí obrátilo zády. Zvítězil Fangio na Alfě a stal se tak poprvé mistrem světa.
Vedení továrny Alfy Romeo dospělo k závěru, že koncepčně 13 let staré vozy nebudou dále schopny konkurovat, a protože na vývoj nového vozu nebyly vyčleněny finance, spokojilo se se ziskem druhého titulu a rozhodlo v další závodní činnosti nepokračovat. Tak roku 1951 končí legenda jménem Alfa Romeo v závodech Grand Prix, a než se znovu vrátí, uplyne ještě hodně času.

## Pravidla
- Boduje prvních pět jezdců podle klíče:
  - 1. místo – 8 bodů
  - 2. místo – 6 bodů
  - 3. místo – 4 body
  - 4. místo – 3 body
  - 5. místo – 2 body
  - 1 bod získá pilot za nejrychlejší kolo
- Do konečné klasifikace se započítávají pouze 4 nejlepší výsledky z 8 závodů, které jsou v rámci mistrovství světa.
- Technika – motor 1500 cm³ s přeplňováním nebo 4500 cm³ bez přeplňování.
- Hmotnost – hmotnostní limit nebyl stanoven

## Složení týmů
| Tým                        | Konstruktér   | Šasi                    | Motor                          | Pneu    | Jezdec                     |
| -------------------------- | ------------- | ----------------------- | ------------------------------ | ------- | -------------------------- |
| Alfa Romeo SpA             | Alfa Romeo    | Alfa Romeo 159          | Alfa Romeo 1.5 L8 Supercharged | Pirelli | Giuseppe Farina            |
| Alfa Romeo SpA             | Alfa Romeo    | Alfa Romeo 159          | Alfa Romeo 1.5 L8 Supercharged | Pirelli | Juan Manuel Fangio         |
| Alfa Romeo SpA             | Alfa Romeo    | Alfa Romeo 159          | Alfa Romeo 1.5 L8 Supercharged | Pirelli | Consalvo Sanesi            |
| Alfa Romeo SpA             | Alfa Romeo    | Alfa Romeo 159          | Alfa Romeo 1.5 L8 Supercharged | Pirelli | Toulo de Graffenried       |
| Alfa Romeo SpA             | Alfa Romeo    | Alfa Romeo 159          | Alfa Romeo 1.5 L8 Supercharged | Pirelli | Luigi Fagioli              |
| Alfa Romeo SpA             | Alfa Romeo    | Alfa Romeo 159          | Alfa Romeo 1.5 L8 Supercharged | Pirelli | Felice Bonetto             |
| Alfa Romeo SpA             | Alfa Romeo    | Alfa Romeo 159          | Alfa Romeo 1.5 L8 Supercharged | Pirelli | Paul Pietsch               |
| Scuderia Ferrari           | Ferrari       | Ferrari 375             | Ferrari 4.5 V12                | Pirelli | Alberto Ascari             |
| Scuderia Ferrari           | Ferrari       | Ferrari 375             | Ferrari 4.5 V12                | Pirelli | Luigi Villoresi            |
| Scuderia Ferrari           | Ferrari       | Ferrari 375             | Ferrari 4.5 V12                | Pirelli | Piero Taruffi              |
| Scuderia Ferrari           | Ferrari       | Ferrari 375             | Ferrari 4.5 V12                | Pirelli | José Froilán González      |
| Scuderia Ferrari           | Ferrari       | Ferrari 375             | Ferrari 4.5 V12                | Pirelli | Chico Landi                |
| Ecurie Rosier              | Talbot-Lago   | Talbot-Lago T26C        | Talbot-Lago 4.5 L6             | D       | Louis Rosier               |
| Ecurie Rosier              | Talbot-Lago   | Talbot-Lago T26C        | Talbot-Lago 4.5 L6             | D       | Henri Louveau              |
| Ecurie Rosier              | Talbot-Lago   | Talbot-Lago T26C        | Talbot-Lago 4.5 L6             | D       | Louis Chiron               |
| Equipe Simca-Gordini       | Simca-Gordini | Simca-Gordini 15        | Gordini 1.5 L4 Supercharged    | E       | Maurice Trintignant        |
| Equipe Simca-Gordini       | Simca-Gordini | Simca-Gordini 15        | Gordini 1.5 L4 Supercharged    | E       | Robert Manzon              |
| Equipe Simca-Gordini       | Simca-Gordini | Simca-Gordini 15        | Gordini 1.5 L4 Supercharged    | E       | André Simon                |
| Equipe Simca-Gordini       | Simca-Gordini | Simca-Gordini 11        | Gordini 1.5 L4 Supercharged    | E       | Aldo Gordini               |
| Ecurie Belge               | Talbot-Lago   | Talbot-Lago T26C        | Talbot-Lago 4.5 L6             | D       | Johnny Claes               |
| Yves Giraud-Cabantous      | Talbot-Lago   | Talbot-Lago T26C        | Talbot-Lago 4.5 L6             | D       | Yves Giraud-Cabantous      |
| Philippe Étancelin         | Talbot-Lago   | Talbot-Lago T26C        | Talbot-Lago 4.5 L6             | D       | Philippe Étancelin         |
| Enrico Platé               | Maserati      | Maserati 4CLT/48        | Maserati 1.5 L4 Supercharged   | Pirelli | Harry Schell               |
| Enrico Platé               | Maserati      | Maserati 4CLT/48        | Maserati 1.5 L4 Supercharged   | Pirelli | Louis Chiron               |
| Enrico Platé               | Maserati      | Maserati 4CLT/48        | Maserati 1.5 L4 Supercharged   | Pirelli | Toulo de Graffenried       |
| Ecurie Belgique            | Talbot-Lago   | Talbot-Lago T26C        | Talbot-Lago 4.5 L6             | D       | Guy Mairesse               |
| Ecurie Belgique            | Talbot-Lago   | Talbot-Lago T26C        | Talbot-Lago 4.5 L6             | D       | André Pilette              |
| Ecurie Belgique            | Talbot-Lago   | Talbot-Lago T26C        | Talbot-Lago 4.5 L6             | D       | Jacques Swaters            |
| Pierre Levegh              | Talbot-Lago   | Talbot-Lago T26C        | Talbot-Lago 4.5 L6             | D       | Pierre Levegh              |
| Ecurie Espadon             | Ferrari       | Ferrari 212             | Ferrari 2.5 V12                | Pirelli | Rudi Fischer               |
| Ecurie Espadon             | Veritas       | Veritas Meteor          | Veritas 2.0 L6                 | ?       | Peter Hirt                 |
| British Racing Motors      | BRM           | BRM P15                 | BRM 1.5 V16 Supercharged       | D       | Reg Parnell                |
| British Racing Motors      | BRM           | BRM P15                 | BRM 1.5 V16 Supercharged       | D       | Peter Walker               |
| Hersham & Walton Motors    | HWM           | HWM 51                  | Alta 2.0 L4                    | D       | George Abecassis           |
| Hersham & Walton Motors    | HWM           | HWM 51                  | Alta 2.0 L4                    | D       | Stirling Moss              |
| Vandervell Products        | Ferrari       | Ferrari 375 Thinwall    | Ferrari 4.5 V12                | Pirelli | Reg Parnell                |
| Vandervell Products        | Ferrari       | Ferrari 375 Thinwall    | Ferrari 4.5 V12                | Pirelli | Peter Whitehead            |
| Graham Whitehead           | Ferrari       | Ferrari 125             | Ferrari 1.5 V12 Supercharged   | D       | Peter Whitehead            |
| Duncan Hamilton            | Talbot-Lago   | Talbot-Lago T26C        | Talbot-Lago 4.5 L6             | D       | Duncan Hamilton            |
| Scuderia Milano            | Maserati      | Maserati 4CLT/50 Milano | Maserati 1.5 L4 Supercharged   | Pirelli | Onofre Marimón             |
| Scuderia Milano            | Maserati      | Maserati 4CLT/48        | Maserati 1.5 L4 Supercharged   | Pirelli | Paco Godia                 |
| Joe Kelly                  | Alta          | Alta GP                 | Alta 1.5 L4 Supercharged       | D       | Joe Kelly                  |
| FR Gerard                  | ERA           | ERA B-Type              | ERA 1.5 L6 Supercharged        | D       | Bob Gerard                 |
| Brian Shawe-Taylor         | ERA           | ERA B-Type              | ERA 1.5 L6 Supercharged        | D       | Brian Shawe-Taylor         |
| Scuderia Ambrosiana        | Maserati      | Maserati 4CLT/48        | Maserati 1.5 L4 Supercharged   | D       | David Murray               |
| Peter Whitehead            | Ferrari       | Ferrari 125             | Ferrari 1.5 V12 Supercharged   | D       | Peter Whitehead            |
| John James                 | Maserati      | Maserati 4CLT/48        | Maserati 1.5 L4 Supercharged   | D       | John James                 |
| Philip Fotheringham-Parker | Maserati      | Maserati 4CL            | Maserati 1.5 L4 Supercharged   | D       | Philip Fotheringham-Parker |
| Ecurie Siam                | Maserati      | Maserati 4CLT/48        | OSCA 4.5 V12                   | Pirelli | B. Bira                    |
| Ecurie France              | Talbot-Lago   | Talbot-Lago T26C        | Talbot-Lago 4.5 L6             | D       | Louis Chiron               |
| Georges Grignard           | Talbot-Lago   | Talbot-Lago T26C        | Talbot-Lago 4.5 L6             | D       | Georges Grignard           |
| José Froilán González      | Talbot-Lago   | Talbot-Lago T26C        | Talbot-Lago 4.5 L6             | D       | José Froilán González      |
| Eugène Chaboud             | Talbot-Lago   | Talbot-Lago T26C        | Talbot-Lago 4.5 L6             | D       | Eugène Chaboud             |
| OSCA                       | OSCA          | OSCA 4500G              | OSCA 4.5 V12                   | Pirelli | Franco Rol                 |
| Antonio Branca             | Maserati      | Maserati 4CLT/48        | Maserati 1.5 L4 Supercharged   | Pirelli | Toni Branca                |

## Závody započítávané do MS
| Datum               | Grand Prix                            | Náhled | Akce                  | Jezdec                | Vůz            | Stav MS            |
| ------------------- | ------------------------------------- | ------ | --------------------- | --------------------- | -------------- | ------------------ |
| 8. GP 27. květen    | Švýcarsko Bremgarten (Výsledky)       |        | Závod                 | Juan Manuel Fangio    | Alfa Romeo 159 | Juan Manuel Fangio |
| 8. GP 27. květen    | Švýcarsko Bremgarten (Výsledky)       | Kolo   | Juan Manuel Fangio    | Alfa Romeo 159        |                | Juan Manuel Fangio |
| 8. GP 27. květen    | Švýcarsko Bremgarten (Výsledky)       | Pole   | Juan Manuel Fangio    | Alfa Romeo 159        |                | Juan Manuel Fangio |
| 9. GP 30. květen    | Indy 500 Indianapolis (Výsledky)      |        | Závod                 | Lee Wallard           | Kurtis Kraft   | Juan Manuel Fangio |
| 9. GP 30. květen    | Indy 500 Indianapolis (Výsledky)      | Kolo   | Lee Wallard           | Kurtis Kraft          |                | Juan Manuel Fangio |
| 9. GP 30. květen    | Indy 500 Indianapolis (Výsledky)      | Pole   | Duke Nalon            | Kurtis Kraft          |                | Juan Manuel Fangio |
| 10. GP 17. červen   | Belgie Spa-Francorchamps (Výsledky)   |        | Závod                 | Giuseppe Farina       | Alfa Romeo 159 | Giuseppe Farina    |
| 10. GP 17. červen   | Belgie Spa-Francorchamps (Výsledky)   | Kolo   | Juan Manuel Fangio    | Alfa Romeo 159        |                | Giuseppe Farina    |
| 10. GP 17. červen   | Belgie Spa-Francorchamps (Výsledky)   | Pole   | Juan Manuel Fangio    | Alfa Romeo 159        |                | Giuseppe Farina    |
| 11. GP 1. červenec  | Francie Remeš (Výsledky)              |        | Závod                 | Fangio/ Fagioli       | Alfa Romeo 159 | Juan Manuel Fangio |
| 11. GP 1. červenec  | Francie Remeš (Výsledky)              | Kolo   | Juan Manuel Fangio    | Alfa Romeo 159        |                | Juan Manuel Fangio |
| 11. GP 1. červenec  | Francie Remeš (Výsledky)              | Pole   | Juan Manuel Fangio    | Alfa Romeo 159        |                | Juan Manuel Fangio |
| 12. GP 14. červenec | Velká Británie Silverstone (Výsledky) |        | Závod                 | Jose Froilan Gonzalez | Ferrari 375    | Juan Manuel Fangio |
| 12. GP 14. červenec | Velká Británie Silverstone (Výsledky) | Kolo   | Giuseppe Farina       | Alfa Romeo 159        |                | Juan Manuel Fangio |
| 12. GP 14. červenec | Velká Británie Silverstone (Výsledky) | Pole   | Jose Froilan Gonzalez | Ferrari 375           |                | Juan Manuel Fangio |
| 13. GP 29. červenec | Německa Nürburgring (Výsledky)        |        | Závod                 | Alberto Ascari        | Ferrari 375    | Juan Manuel Fangio |
| 13. GP 29. červenec | Německa Nürburgring (Výsledky)        | Kolo   | Juan Manuel Fangio    | Alfa Romeo 159        |                | Juan Manuel Fangio |
| 13. GP 29. červenec | Německa Nürburgring (Výsledky)        | Pole   | Alberto Ascari        | Ferrari 375           |                | Juan Manuel Fangio |
| 14. GP 16. září     | Itálie Monza (Výsledky)               |        | Závod                 | Alberto Ascari        | Ferrari 375    | Juan Manuel Fangio |
| 14. GP 16. září     | Itálie Monza (Výsledky)               | Kolo   | Giuseppe Farina       | Alfa Romeo 159        |                | Juan Manuel Fangio |
| 14. GP 16. září     | Itálie Monza (Výsledky)               | Pole   | Juan Manuel Fangio    | Alfa Romeo 159        |                | Juan Manuel Fangio |
| 15. GP 28. říjen    | Španělsko Pedralbes (Výsledky)        |        | Závod                 | Juan Manuel Fangio    | Alfa Romeo 159 | Juan Manuel Fangio |
| 15. GP 28. říjen    | Španělsko Pedralbes (Výsledky)        | Kolo   | Juan Manuel Fangio    | Alfa Romeo 159        |                | Juan Manuel Fangio |
| 15. GP 28. říjen    | Španělsko Pedralbes (Výsledky)        | Pole   | Alberto Ascari        | Ferrari 375           |                | Juan Manuel Fangio |

### Švýcarsko
První závod druhého ročníku seriálu Formule 1 byl pořádán na okruhu Bremgarten, poblíž hlavního města Bern. Nebezpečný okruh tvořily tříproudé veřejné silnice. Závod se pořádal v dobu, kdy se měla jet Velká cena Monaka, která ale tento rok účast v kalendáři vynechala. V kvalifikaci přesvědčivě dominoval Fangio, který druhému Farinovi nadělil téměř 2 sekundy. Závod odstartoval za deště a stromy sklánějící se nad trať ji dělali ještě mnohem nebezpečnější. Bezchybný Fangio si i přes to dojel pro vítězství před Taruffim z Ferrari a Farinou.

### Indianapolis 500
Závod na 500 mil v Indianapolisu se konal už 3 dny po Velké ceně Švýcarska. Zvítězil Lee Wallard ve voze Kurtis Kraft-Offenhauser zatím co vedl 159 kol z celkových 200. Druhý skončil Mike Nazaruk a třetí příčku sdílel Manny Ayulo a Jack McGrath.

### Belgie
Nejrychleší okruh roku v belgickém Spa opanoval Nino Farina poté, co z druhé příčky na startovním roštu předjel Fangia a s téměř 3 minutovým náskokem na Alberta Ascariho získal svou jedinou výhru této sezóny. Na třetím místě dovezl své Ferrari Luigi Villoresi. Grand Prix se účastnílo pouze 13 jezdců, protože rychlá a velmi nebezpečná trať Spa-Francorschamps naháněl většině jezdců strach.

### Francie
Po nevydařeném závodě v Belgii si Juan Manuel Fangio napravil chuť na francouzském okruhu Reims-Gueux. Fangio odstartoval do závodu z pole position, ale hned z kraje se propadl hlouběji do pole a až v 52. kole ze 77 se vrátil do čela a dojel na prvním místě i s nejrychlejším kolem poté, co vyměnil svůj porouchaný vůz za Fagioliho. Druhé místo si rozdělil Jose Froilán González a Alberto Ascari, kteří udělali to stejné co Fangio s Fagiolim a třetí dojel Luigi Villoresi.

### Velká Británie
Závod na bývalém letišti v Silverstone vyhrál argentinský jezdec, ale tentoktát jím byl González jezdící pro Ferrari. Získal před svým krajanem Fangiem pole position a v závodě se projevil, sice velmi výkonný, ale extrémě nehospodárný motor Alfy Romeo se spotřebou litr na 0.64 kilometru, což zavinilo že Fangio i Farina museli zastavit natankovat dvakrát, zatím co González ve Ferrari pouze jednou. Toto vítězství znamenalo historicky první pro tým Scuderia Ferrari, který se postupem času stal tím vůbec nejúspěšnějším ve Formuli 1.

### Německo
23 kilometrů skrz klikaté cesty německé trati Nürburgring, se ukázali jako nejvíce podnoucí vozům Ferrari, poté, co poprvé získali první řadu v kvalifikaci sami pro sebe s Albertem Ascarim před Gonzálesem. Nino Farina se rychel ze začátku dostal do vedení, ale jeho vůz čelil problémům s přehříváním a následně byl nucen odstoupit. Fangiova převodovka zase ztratila 1. a 2. ze čtyř převodů a tak ho Ascari v boxech předjel a získal své první vítězství ve Formuli 1.

### Itálie
Monza, neboli "Chrám rychlost", jak se jí často přezdívá mohla Fangiovi s předstihem zajistit Pohár jezdců a po kvalifikaci ve které získal pole position tomu také vše nasvědčovalo, jenže v průběhu závodu se na jeho voze projevily problémy s motorem a byl nucen odstoupit. Další vlajkový jezdec Alfy Romeo Nino Farina v průběhu závodu převzal vůz Felice Bonetta, který měl však proraženou palovovou nádrž a po dvou nucených zastávkách pro dotankování skončil až na 3. místě za vítězem Albertem Ascarim a Josém Froilánem Gonzálesem. Po tomto závodě se Ascari dotáhl za Fangia na rozdíl 2 bodů a do posledního závodu ve Španělsku se jelo o všechno.

### Španělsko
Bitvu mezi Fangiem a Asacarim, do které se ještě při velké dávce štěstí mohl zapojit González, měl rozhodnout okruh v Barceloně, Pedralbes. Okruh v minulosti hostil pouze závody Penya Rhin. V kvalifikaci rozdílem 1.68 sekundy zvítězil Ascari před Fangiem. Ve čtvrtém kole převzal Fangio vedoucí pozici od Ascariho a poté, co pneumatiky Ferrari začaly rychle odcházet (tým zvolil menší kola než klasicky), Fangio už byl 2 kola napřed a přesvědčivě zvítězil s Gonzálesem na druhém a Farinou na třetím místě. Fangio získal první ze svých pěti šampionátů Formule 1.

## Konečné hodnocení Mistrovství Světa

### Pohár jezdců
| *  | Jezdec                     | SUI | 500 | BEL | FRA       | GBR  | GER | ITA       | ESP | b.      |
| -- | -------------------------- | --- | --- | --- | --------- | ---- | --- | --------- | --- | ------- |
| 1  | Juan Manuel Fangio         | 1*  |     | 9*  | 1*† / 11† | 2    | 2*  | Ret       | 1*  | 31 (37) |
| 2  | Alberto Ascari             | 6   |     | 2   | 2†        | Ret  | 1   | 1         | 4   | 25 (28) |
| 3  | José Froilán González      | Ret |     |     | 2†        | 1    | 3   | 2         | 2   | 24 (27) |
| 4  | Nino Farina                | 3   |     | 1   | 5         | Ret* | Ret | 3† / Ret* | 3   | 19 (22) |
| 5  | Luigi Villoresi            | Ret |     | 3   | 3         | 3    | 4   | 4         | Ret | 15 (18) |
| 6  | Piero Taruffi              | 2   |     | Ret |           |      | 5   | 5         | Ret | 10      |
| 7  | Lee Wallard                |     | 1*  |     |           |      |     |           |     | 9       |
| 8  | Felice Bonetto             |     |     |     |           | 4    | Ret | 3†        | 5   | 7       |
| 9  | Mike Nazaruk               |     | 2   |     |           |      |     |           |     | 6       |
| 10 | Reg Parnell                |     |     |     | 4         | 5    |     | DNS       |     | 5       |
| 11 | Luigi Fagioli              |     |     |     | 1† / 11†  |      |     |           |     | 4       |
| 12 | Consalvo Sanesi            | 4   |     | Ret | 10        | 6    |     |           |     | 3       |
| 13 | Louis Rosier               | 9   |     | 4   | Ret       | 10   | 8   | 7         | 7   | 3       |
| 14 | Andy Linden                |     | 4   |     |           |      |     |           |     | 3       |
| 15 | Manny Ayulo                |     | 3†  |     |           |      |     |           |     | 2       |
| 16 | Jack McGrath               |     | 3†  |     |           |      |     |           |     | 2       |
| 17 | Toulo de Graffenried       | 5   |     |     | Ret       |      | Ret | Ret       | 6   | 2       |
| 18 | Yves Giraud-Cabantous      | Ret |     | 5   | 7         |      | Ret | 8         | Ret | 2       |
| 19 | Bobby Ball                 |     | 5   |     |           |      |     |           |     | 2       |
| 20 | Louis Chiron               | 7   |     | Ret | 6         | Ret  | Ret | Ret       | Ret | 0       |
| 21 | Rudi Fischer               | 11  |     |     |           |      | 6   |           |     | 0       |
| 22 | André Simon                |     |     |     | Ret       |      | Ret | 6         | Ret | 0       |
| 23 | Henry Banks                |     | 6   |     |           |      |     |           |     | 0       |
| 24 | André Pilette              |     |     | 6   |           |      |     |           |     | 0       |
| 25 | Robert Manzon              |     |     |     | Ret       |      | 7   | Ret       | 9   | 0       |
| 26 | Johnny Claes               | 13  |     | 7   | Ret       | 13   | 11  | Ret       | Ret | 0       |
| 27 | Carl Forberg               |     | 7   |     |           |      |     |           |     | 0       |
| 28 | Peter Walker               |     |     |     |           | 7    |     |           |     | 0       |
| 29 | Pierre Levegh              |     |     | 8   |           |      | 9   | Ret       |     | 0       |
| 30 | Philippe Étancelin         | 10  |     | Ret | Ret       |      | Ret |           | 8   | 0       |
| 31 | Stirling Moss              | 8   |     |     |           |      |     |           |     | 0       |
| 32 | Duane Carter               |     | 8   |     |           |      |     |           |     | 0       |
| 33 | Eugène Chaboud             |     |     |     | 8         |      |     |           |     | 0       |
| 34 | Brian Shawe Taylor         |     |     |     |           | 8    |     |           |     | 0       |
| 35 | Guy Mairesse               | 14  |     |     | 9         |      |     |           |     | 0       |
| 36 | Peter Whitehead            | Ret |     |     | Ret       | 9    |     | Ret       |     | 0       |
| 37 | Franco Rol                 |     |     |     |           |      |     | 9         |     | 0       |
| 38 | Jacques Swaters            |     |     |     |           |      | 10  | Ret       |     | 0       |
| 39 | Paco Godia                 |     |     |     |           |      |     |           | 10  | 0       |
| 40 | Bob Gerard                 |     |     |     |           | 11   |     |           |     | 0       |
| 41 | Harry Schell               | 12  |     |     | Ret       |      |     |           |     | 0       |
| 42 | Duncan Hamilton            |     |     |     |           | 12   | Ret |           |     | 0       |
| —  | Maurice Trintignant        |     |     |     | Ret       |      | Ret | Ret       | Ret | 0       |
| —  | Henri Louveau              | Ret |     |     |           |      |     |           |     | 0       |
| —  | George Abecassis           | Ret |     |     |           |      |     |           |     | 0       |
| —  | Peter Hirt                 | Ret |     |     |           |      |     |           |     | 0       |
| —  | Tony Bettenhausen          |     | Ret |     |           |      |     |           |     | 0       |
| —  | Duke Nalon                 |     | Ret |     |           |      |     |           |     | 0       |
| —  | Gene Force                 |     | Ret |     |           |      |     |           |     | 0       |
| —  | Sam Hanks                  |     | Ret |     |           |      |     |           |     | 0       |
| —  | Bill Schindler             |     | Ret |     |           |      |     |           |     | 0       |
| —  | Mauri Rose                 |     | Ret |     |           |      |     |           |     | 0       |
| —  | Walt Faulkner              |     | Ret |     |           |      |     |           |     | 0       |
| —  | Jimmy Davies               |     | Ret |     |           |      |     |           |     | 0       |
| —  | Fred Agabashian            |     | Ret |     |           |      |     |           |     | 0       |
| —  | Carl Scarborough           |     | Ret |     |           |      |     |           |     | 0       |
| —  | Bill Mackey                |     | Ret |     |           |      |     |           |     | 0       |
| —  | Chuck Stevenson            |     | Ret |     |           |      |     |           |     | 0       |
| —  | Johnnie Parsons            |     | Ret |     |           |      |     |           |     | 0       |
| —  | Cecil Green                |     | Ret |     |           |      |     |           |     | 0       |
| —  | Troy Ruttman               |     | Ret |     |           |      |     |           |     | 0       |
| —  | Duke Dinsmore              |     | Ret |     |           |      |     |           |     | 0       |
| —  | Chet Miller                |     | Ret |     |           |      |     |           |     | 0       |
| —  | Walt Brown                 |     | Ret |     |           |      |     |           |     | 0       |
| —  | Rodger Ward                |     | Ret |     |           |      |     |           |     | 0       |
| —  | Cliff Griffith             |     | Ret |     |           |      |     |           |     | 0       |
| —  | Bill Vukovich              |     | Ret |     |           |      |     |           |     | 0       |
| —  | George Connor              |     | Ret |     |           |      |     |           |     | 0       |
| —  | Mack Hellings              |     | Ret |     |           |      |     |           |     | 0       |
| —  | Joe James                  |     | Ret |     |           |      |     |           |     | 0       |
| —  | Johnny McDowell            |     | Ret |     |           |      |     |           |     | 0       |
| —  | Aldo Gordini               |     |     |     | Ret       |      |     |           |     | 0       |
| —  | Onofre Marimón             |     |     |     | Ret       |      |     |           |     | 0       |
| —  | Joe Kelly                  |     |     |     |           | Ret  |     |           |     | 0       |
| —  | Philip Fotheringham-Parker |     |     |     |           | Ret  |     |           |     | 0       |
| —  | David Murray               |     |     |     |           | Ret  |     |           |     | 0       |
| —  | John James                 |     |     |     |           | Ret  |     |           |     | 0       |
| —  | Paul Pietsch               |     |     |     |           |      | Ret |           |     | 0       |
| —  | Toni Branca                |     |     |     |           |      | Ret |           |     | 0       |
| —  | Chico Landi                |     |     |     |           |      |     | Ret       |     | 0       |
| —  | Georges Grignard           |     |     |     |           |      |     |           | Ret | 0       |
| —  | Prince Bira                |     |     |     |           |      |     |           | Ret | 0       |
| —  | Ken Richardson             |     |     |     |           |      |     | DNS       |     | 0       |
| *  | Jezdec                     | SUI | 500 | BEL | FRA       | GBR  | GER | ITA       | ESP | b.      |

### Jezdci
| *  | Jezdec                | Body    | Vítězství | Podium    | Pole | Nej. kolo | Km v čele | Km ujeté |
| -- | --------------------- | ------- | --------- | --------- | ---- | --------- | --------- | -------- |
| 1  | Juan Manuel Fangio    | 31 (37) | 3         | 5 (3-2-0) | 4    | 5         | 1304      | 2922     |
| 2  | Alberto Ascari        | 25 (28) | 2         | 4 (2-2-0) | 2    |           | 827       | 2801     |
| 3  | Jose Froilan Gonzalez | 24 (27) | 1         | 5 (1-3-1) | 1    |           | 297       | 2222     |
| 4  | Giuseppe Farina       | 19 (22) | 1         | 4 (1-0-3) |      | 2         | 776       | 2578     |
| 5  | Luigi Villoresi       | 15 (18) |           | 3 (0-0-3) |      |           | 28        | 2840     |
| 6  | Piero Taruffi         | 10      |           | 1 (0-1-0) |      |           |           | 1556     |
| 7  | Lee Wallard           | 9       | 1         | 1 (1-0-0) |      | 1         | 664       | 805      |
| 8  | Felice Bonetto        | 7       |           | 1 (0-0-1) |      |           | 5         | 1423     |
| 9  | Mike Nazaruk          | 6       |           | 1 (0-1-0) |      |           |           | 805      |
| 10 | Reg Parnell           | 5       |           |           |      |           |           | 966      |
| 11 | Luigi Fagioli         | 4       | 1         | 1 (1-0-0) |      |           |           | 430      |
| 12 | Consalvo Sanesi       | 3       |           |           |      |           |           | 1298     |
| 13 | Andy Linden           | 3       |           |           |      |           |           | 805      |
| 14 | Louis Rosier          | 3       |           |           |      |           |           | 2 783    |
| 15 | Toulo de Graffenried  | 2       |           |           |      |           |           | 768      |
| 16 | Manuel Ayulo          | 2       |           | 1 (0-0-1) |      |           |           | 402      |
| 17 | Bobby Ball            | 2       |           |           |      |           |           | 805      |
| 18 | Jack McGrath          | 2       |           | 1 (0-0-1) |      |           | 48        | 402      |
| 19 | Yves Giraud-Cabantous | 2       |           |           |      |           |           | 2023     |
| 20 | Jimmy Davies          |         |           |           |      |           | 72        | 443      |
| 21 | Cecil Green           |         |           |           |      |           | 20        | 322      |

### Vozy
Pohár konstruktérů se oficiálně pořádá od roku 1958
| *  | Vůz             | Body | Vítězství | Podium     | Pole | Nej. kolo | Km v čele | Km ujeté |
| -- | --------------- | ---- | --------- | ---------- | ---- | --------- | --------- | -------- |
| 1  | Ferrari         | 86   | 3         | 12 (3-5-4) | 3    |           | 1152      | 11303    |
| 2  | Alfa Romeo      | 75   | 4         | 9 (4-2-3)  | 4    | 7         | 2085      | 9616     |
| 3  | Kurtis Kraft    | 19   | 1         | 3 (1-1-1)  | 1    | 1         | 732       | 7825     |
| 4  | Talbot          | 5    |           |            |      |           |           | 13617    |
| 5  | Sharman         | 3    |           |            |      |           |           | 805      |
| 6  | Schroeder       | 2    |           |            |      |           |           | 1098     |
| 7  | BRM             | 2    |           |            |      |           |           | 786      |
| 8  | Pawl            |      |           |            |      |           | 72        | 443      |
| 9  | Simca           |      |           |            |      |           |           | 3047     |
| 10 | Deidt           |      |           |            |      |           |           | 2020     |
| 11 | Maserati        |      |           |            |      |           |           | 1 853    |
| 12 | Moore           |      |           |            |      |           |           | 805      |
| 13 | ERA             |      |           |            |      |           |           | 772      |
| 14 | Kuzma           |      |           |            |      |           |           | 495      |
| 15 | HWM             |      |           |            |      |           |           | 459      |
| 16 | OSCA            |      |           |            |      |           |           | 422      |
| 17 | Hall            |      |           |            |      |           |           | 390      |
| 18 | Marchese        |      |           |            |      |           |           | 374      |
| 19 | Alta            |      |           |            |      |           |           | 349      |
| 20 | Bromme          |      |           |            |      |           |           | 137      |
| 21 | Trevis          |      |           |            |      |           |           | 117      |
| 22 | Lesovsky        |      |           |            |      |           |           | 117      |
| 23 | A. J. Watson    |      |           |            |      |           |           | 32       |
| 24 | Maserati Milano |      |           |            |      |           |           | 16       |

### Národy
| *  | Vůz            | Body | Vítězství | Podium     | Pole | Nej. kolo | Km v čele | Km ujeté |
| -- | -------------- | ---- | --------- | ---------- | ---- | --------- | --------- | -------- |
| 1  | Itálie         | 92   | 4         | 14 (4-3-7) | 2    | 2         | 1635      | 13348    |
| 2  | Argentina      | 64   | 4         | 10 (4-5-1) | 5    | 5         | 1601      | 5159     |
| 3  | USA            | 24   | 1         | 4(1-1-2)   | 1    | 1         | 805       | 15180    |
| 4  | Francie        | 5    |           |            |      |           |           | 11478    |
| 5  | Velká Británie | 5    |           |            |      |           |           | 4429     |
| 6  | Švýcarsko      | 2    |           |            |      |           |           | 1554     |
| 7  | Belgie         |      |           |            |      |           |           | 3082     |
| 8  | Monako         |      |           |            |      |           |           | 1671     |
| 9  | Španělsko      |      |           |            |      |           |           | 379      |
| 10 | Irsko          |      |           |            |      |           |           | 349      |
| 11 | Německo        |      |           |            |      |           |           | 251      |
| 12 | Thajsko        |      |           |            |      |           |           | 6        |
| 13 | Brazílie       |      |           |            |      |           |           | 6        |

## Závody nezapočítávané do MS
| Datum        | Grand Prix                          | Náhled | Akce             | Jezdec                     | Vůz                 |
| ------------ | ----------------------------------- | ------ | ---------------- | -------------------------- | ------------------- |
| 11. březen   | Syrakusy Syrakusi (Výsledky)        | 80px   | Závod            | Luigi Villoresi            | Ferrari 375         |
| 11. březen   | Syrakusy Syrakusi (Výsledky)        | 80px   | Kolo             | Alberto Ascari             | Ferrari 375         |
| 11. březen   | Syrakusy Syrakusi (Výsledky)        | 80px   | Pole             | Alberto Ascari             | Ferrari 375         |
| 26. březen   | Pau (Výsledky)                      | 80px   | Závod            | Luigi Villoresi            | Ferrari 375         |
| 26. březen   | Pau (Výsledky)                      | 80px   | Kolo             | Alberto Ascari             | Ferrari 375         |
| 26. březen   | Pau (Výsledky)                      | 80px   | Pole             | Alberto Ascari             | Ferrari 375         |
| 26. březen   | Richmond Trophy Goodwood (Výsledky) |        | Závod            | Princ Bira                 | Maserati 4CLT/48    |
| 26. březen   | Richmond Trophy Goodwood (Výsledky) | Kolo   | Princ Bira       | Maserati 4CLT/48           |                     |
| 26. březen   | Richmond Trophy Goodwood (Výsledky) | Pole   | Graham Whitehead | ERA B                      |                     |
| 22. duben    | San Remo Ospedaletti (Výsledky)     |        | Závod            | Alberto Ascari             | Ferrari 375         |
| 22. duben    | San Remo Ospedaletti (Výsledky)     | Kolo   | Alberto Ascari   | Ferrari 375                |                     |
| 22. duben    | San Remo Ospedaletti (Výsledky)     | Pole   | Alberto Ascari   | Ferrari 375                |                     |
| 29. duben    | Bordeaux (Výsledky)                 | 80px   | Závod            | Louis Rosier               | Talbot-Lago T26C-DA |
| 29. duben    | Bordeaux (Výsledky)                 | 80px   | Kolo             | Louis Rosier               | Talbot-Lago T26C-DA |
| 29. duben    | Bordeaux (Výsledky)                 | 80px   | Pole             | Louis Rosier               | Talbot-Lago T26C-DA |
| 5. květen    | BRDC Silverstone (Výsledky)         |        | Závod            | Reg Parnell                | Ferrari 375         |
| 5. květen    | BRDC Silverstone (Výsledky)         | Kolo   | Reg Parnell      | Ferrari 375                |                     |
| 5. květen    | BRDC Silverstone (Výsledky)         | Pole   | Consalvo Sanesi  | Alfa Romeo 159             |                     |
| 20. květen   | Paříž Bois de Boulogne (Výsledky)   | 80px   | Závod            | Giuseppe Farina            | Maserati 4CLT/48    |
| 20. květen   | Paříž Bois de Boulogne (Výsledky)   | 80px   | Kolo             | Juan Manuel Fangio         | Simca-Gordini T15   |
| 20. květen   | Paříž Bois de Boulogne (Výsledky)   | 80px   | Pole             | Toulo de Graffenried       | Maserati 4CLT/48    |
| 2. červen    | Ulster Trophy Dundrod (Výsledky)    | 80px   | Závod            | Giuseppe Farina            | Alfa Romeo 159      |
| 2. červen    | Ulster Trophy Dundrod (Výsledky)    | 80px   | Kolo             | Giuseppe Farina            | Alfa Romeo 159      |
| 2. červen    | Ulster Trophy Dundrod (Výsledky)    | 80px   | Pole             | Giuseppe Farina            | Alfa Romeo 159      |
| 21. července | Skotsko Winfield (Výsledky)         | 80px   | Závod            | Philip Fotheringham Parker | Maserati 4CLT/48    |
| 21. července | Skotsko Winfield (Výsledky)         | 80px   | Kolo             | Joe Kelly                  | Alta GP/3           |
| 21. července | Skotsko Winfield (Výsledky)         | 80px   | Pole             | Reg Parnell                | HWM                 |
| 22. července | Nizozemsko Zandvoort (Výsledky)     | 80px   | Závod            | Louis Rosier               | Talbot-Lago T26C-DA |
| 22. července | Nizozemsko Zandvoort (Výsledky)     | 80px   | Kolo             | André Pilette              | Talbot-Lago T26C    |
| 22. července | Nizozemsko Zandvoort (Výsledky)     | 80px   | Pole             | Giuseppe Farina            | Maserati 4CLT/48    |
| 5. srpen     | Albi (Výsledky)                     | 80px   | Závod            | Maurice Trintignant        | Simca-Gordini T15   |
| 5. srpen     | Albi (Výsledky)                     | 80px   | Kolo             | Maurice Trintignant        | Simca-Gordini T15   |
| 5. srpen     | Albi (Výsledky)                     | 80px   | Pole             | Maurice Trintignant        | Simca-Gordini T15   |
| 15. srpen    | Pescara (Výsledky)                  | 80px   | Závod            | Jose Froilan Gonzalez      | Ferrari 375         |
| 15. srpen    | Pescara (Výsledky)                  | 80px   | Kolo             | Jose Froilan Gonzalez      | Ferrari 375         |
| 15. srpen    | Pescara (Výsledky)                  | 80px   | Pole             | Alberto Ascari             | Ferrari 375         |
| 2. září      | Bari (Výsledky)                     | 80px   | Závod            | Juan Manuel Fangio         | Alfa Romeo 159      |
| 2. září      | Bari (Výsledky)                     | 80px   | Kolo             | Juan Manuel Fangio         | Alfa Romeo 159      |
| 2. září      | Bari (Výsledky)                     | 80px   | Pole             | Juan Manuel Fangio         | Alfa Romeo 159      |
| 29. září     | Goodwood Trophy Goodwood (Výsledky) |        | Závod            | Giuseppe Farina            | Alfa Romeo 159      |
| 29. září     | Goodwood Trophy Goodwood (Výsledky) | Kolo   | Giuseppe Farina  | Alfa Romeo 159             |                     |
| 29. září     | Goodwood Trophy Goodwood (Výsledky) | Pole   | Tony Rolt        | Delage                     |                     |

| Jezdec                     | Vítězství | Podium    | Pole position | Nej. kolo |
| -------------------------- | --------- | --------- | ------------- | --------- |
| Luigi Villoresi            | 2         | 2 (2-0-0) |               |           |
| Alberto Ascari             | 1         | 1 (1-0-0) | 4             | 3         |
| Princ Bira                 | 1         | 1 (1-0-0) |               | 1         |
| Graham Whitehead           |           | 1 (0-0-1) | 1             |           |
| Louis Rosier               | 2         | 6 (2-3-1) | 1             | 1         |
| Reg Parnell                | 1         | 3 (1-2-0) | 1             | 1         |
| Consalvo Sanesi            |           |           | 1             |           |
| Giuseppe Farina            | 3         | 4 (3-0-1) | 2             | 2         |
| Juan Manuel Fangio         | 1         | 1 (1-0-0) | 1             | 2         |
| Toulo de Graffenried       |           |           | 1             |           |
| Philip Fotheringham Parker | 1         | 1 (1-0-0) |               |           |
| Joe Kelly                  |           |           |               | 1         |
| André Pilette              |           |           |               | 1         |
| Maurice Trintignant        | 1         | 1 (1-0-0) | 1             | 1         |
| Jose Froilan Gonzalez      | 1         | 3 (1-2-0) |               | 1         |
| Tony Rolt                  |           | 1 (0-0-1) | 1             |           |
| Dorino Serafini            |           | 2 (0-2-0) |               |           |
| Rudi Fischer               |           | 3 (0-1-2) |               |           |
| Brian Shawe-Taylor         |           | 2 (0-1-1) |               |           |
| Duncan Hamilton            |           | 2 (0-1-1) |               |           |
| Peter Whitehead            |           | 1 (0-0-1) |               |           |
| Gillie Tyrer               |           | 1 (0-1-0) |               |           |
| Philippe Étancelin         |           | 2 (0-1-1) |               |           |
| Ian Stewart                |           | 1 (0-0-1) |               |           |
| Stirling Moss              |           | 1 (0-0-1) |               |           |
| Louis Chiron               |           | 1 (0-0-1) |               |           |
| Piero Taruffi              |           | 1 (0-0-1) |               |           |

## Roční statistiky
| Vítězství                | Vůz             | Motor          | Národ        |
| ------------------------ | --------------- | -------------- | ------------ |
| Juan Manuel Fangio 3×    | Alfa Romeo 4×   | Alfa Romeo 4×  | Argentina 4× |
| Alberto Ascari 2×        | Ferrari 3×      | Ferrari 3×     | Itálie 4×    |
| Giuseppe Farina 1×       | Kurtis Kraft 1× | Offenhauser 1× | USA 1×       |
| Luigi Fagioli 1×         |                 |                |              |
| Lee Wallard 1×           |                 |                |              |
| Jose Froilan Gonzalez 1× |                 |                |              |

| Pole Position            | Vůz             | Motor         | Národ        |
| ------------------------ | --------------- | ------------- | ------------ |
| Juan Manuel Fangio 4×    | Alfa Romeo 4×   | Alfa Romeo 4× | Argentina 5× |
| Alberto Ascari 2×        | Ferrari 3×      | Ferrari 3×    | Itálie 2×    |
| Duke Nalon 1×            | Kurtis Kraft 1× | Novi 1×       | USA 1×       |
| Jose Froilan Gonzalez 1× |                 |               |              |

| Nejrychlejší kolo     | Vůz             | Motor          | Národ        |
| --------------------- | --------------- | -------------- | ------------ |
| Juan Manuel Fangio 5× | Alfa Romeo 7×   | Alfa Romeo 7×  | Argentina 5× |
| Giuseppe Farina 2×    | Kurtis Kraft 1× | Offenhauser 1× | Itálie 2×    |
| Lee Wallard 1×        |                 |                | USA 1×       |

| Podium                   | Vůz           | Motor          | Národ         |
| ------------------------ | ------------- | -------------- | ------------- |
| Jose Froilan Gonzalez 5× | Ferrari 12×   | Ferrari 12×    | Itálie 14×    |
| Juan Manuel Fangio 5×    | Alfa Romeo 9× | Alfa Romeo 9×  | Argentina 10× |
| Giuseppe Farina 4×       | Kurtis 3×     | Offenhauser 3× | USA 4×        |
| Alberto Ascari 4×        |               |                |               |
| Luigi Villoresi 3×       |               |                |               |
| Piero Taruffi 1×         |               |                |               |
| Luigi Fagioli 1×         |               |                |               |
| Mike Nazaruk 1×          |               |                |               |
| Manuel Ayulo 1×          |               |                |               |
| Lee Wallard 1×           |               |                |               |
| Jackm McGrath 1×         |               |                |               |
| Felice Bonetto 1×        |               |                |               |

| Nejrychlejší GP | Jezdec                | Vůz            | Rychlost     |
| --------------- | --------------------- | -------------- | ------------ |
| Indy 500        | Lee Wallard           | Kurtis Kraft   | 203,153 km/h |
| Itálie          | Alberto Ascari        | Ferrari 375    | 185,915 km/h |
| Belgie          | Giuseppe Farina       | Alfa Romeo 159 | 183,985 km/h |
| Francie         | Fangio / Fagioli      | Alfa Romeo 159 | 178,600 km/h |
| Španělsko       | Juan Manuel Fangio    | Alfa Romeo 159 | 158,939 km/h |
| Velká Británie  | Jose Froilan Gonzalez | Ferrari 375    | 154,677 km/h |
| Švýcarsko       | Juan Manuel Fangio    | Alfa Romeo 159 | 143,444 km/h |
| Německa         | Alberto Ascari        | Ferrari 375    | 134,801 km/h |

| Nejtěsnější vítězství | Vítěz           | Druhý            | Rozdíl    |
| --------------------- | --------------- | ---------------- | --------- |
| Německa               | Ascari          | Fangio           | 0:30.500s |
| Itálie                | Ascari          | Gonzalez         | 0:44.601s |
| Velká Británie        | Gonzalez        | Fangio           | 0:51.000s |
| Španělsko             | Fangio          | Gonzalez         | 0:54.280s |
| Švýcarsko             | Fangio          | Taruffi          | 0:55.240s |
| Francie               | Fangio/ Fagioli | Ascari/ Gonzalez | 0:58.200  |
| Indy 500              | Wallard         | Nazaruk          | 1:47.243  |
| Belgie                | Farina          | Ascari           | 2:51.000  |

## Tabulka rekordů
| *           | *             | Jezdci     | *            | *            |
| Vítězství   | Pole Position | Nej. kolo  | Body         | Podium       |
| ----------- | ------------- | ---------- | ------------ | ------------ |
| Fangio 6×   | Fangio 8×     | Fangio 8×  | Fangio 64    | Fangio 8×    |
| Farina 4×   | Farina 2×     | Farina 5×  | Farina 52    | Farina 7×    |
| Ascari 2×   | Ascari 2×     | Parsons 1× | Ascari 39    | Fagioli 6×   |
| Parsons 1×  | Faulkner 1×   | Wallard 1× | Fagioli 32   | Ascari 6×    |
| Fagioli 1×  | Nalon 1×      |            | Gonzalez 27  | Gonzalez 5×  |
| Wallard 1×  | Gonzalez 1×   |            | Villoresi 18 | Villoresi 3× |
| Gonzalez 1× |               |            | Rosier 16    | Rosier 2×    |
|             |               |            | Taruffi 10   | Parnell 1×   |
|             |               |            | Parnell 9    | Chiron 1×    |
|             |               |            | Bonetto 9    | Holland 1×   |

| *               | *               | Vozy            | *               | *               |
| Vítězství       | Pole Position   | Nej. kolo       | Body            | Podium          |
| --------------- | --------------- | --------------- | --------------- | --------------- |
| Alfa Romeo 10×  | Alfa Romeo 10×  | Alfa Romeo 13×  | Alfa Romeo 163  | Alfa Romeo 21×  |
| Ferrari 3×      | Ferrari 3×      | Kurtis Kraft 2× | Ferrari 111×    | Ferrari 15×     |
| Kurtis Kraft 2× | Kurtis Kraft 2× |                 | Kurtis Kraft 33 | Kurtis Kraft 4× |
|                 |                 |                 | Talbot 22       | Deidt 3×        |
|                 |                 |                 | Maserati 11     | Talbot 2×       |
|                 |                 |                 | Deidt 10        | Maserati 1×     |
|                 |                 |                 | Simca 3         |                 |
|                 |                 |                 | Sharman 3       |                 |
|                 |                 |                 | Shroeder 2      |                 |
|                 |                 |                 | BRM 2           |                 |

| *            | *             | Národy       | *                 | *                 |
| Vítězství    | Pole Position | Nej. kolo    | Body              | Podium            |
| ------------ | ------------- | ------------ | ----------------- | ----------------- |
| Itálie 7×    | Argentina 9×  | Argentina 8× | Itálie 169        | Itálie 25×        |
| Argentina 7× | Itálie 5×     | Itálie 5×    | Argentina 91      | Argentina 13×     |
| USA 2×       | USA 2×        | USA 2×       | USA 48            | USA 7×            |
|              |               |              | Francie 28        | Francie 2×        |
|              |               |              | Velká Británie 13 | Velká Británie 2× |
|              |               |              | Thajsko 5         | Monako 1×         |
|              |               |              | Monako 4          |                   |
|              |               |              | Švýcarsko 2       |                   |